# بابابيلي

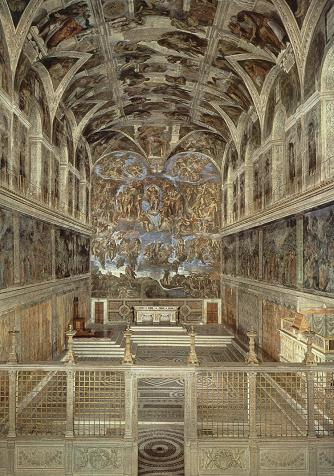
كنيسة سيستينا

بابابيلي هو مصطلح إيطالي غير رسمي يستخدم الآن دولياً في العديد من اللغات لوصف رجل كاثوليكي، في الغالب كاردينال يُعتقد بأنه مرشح محتمل ليتم إنتخابه في منصب البابا. يرجع أصل المصطلح إلى القرن ال15 على الأقل.